# Mule (chaussure)
Pour les articles homonymes, voir Mule.

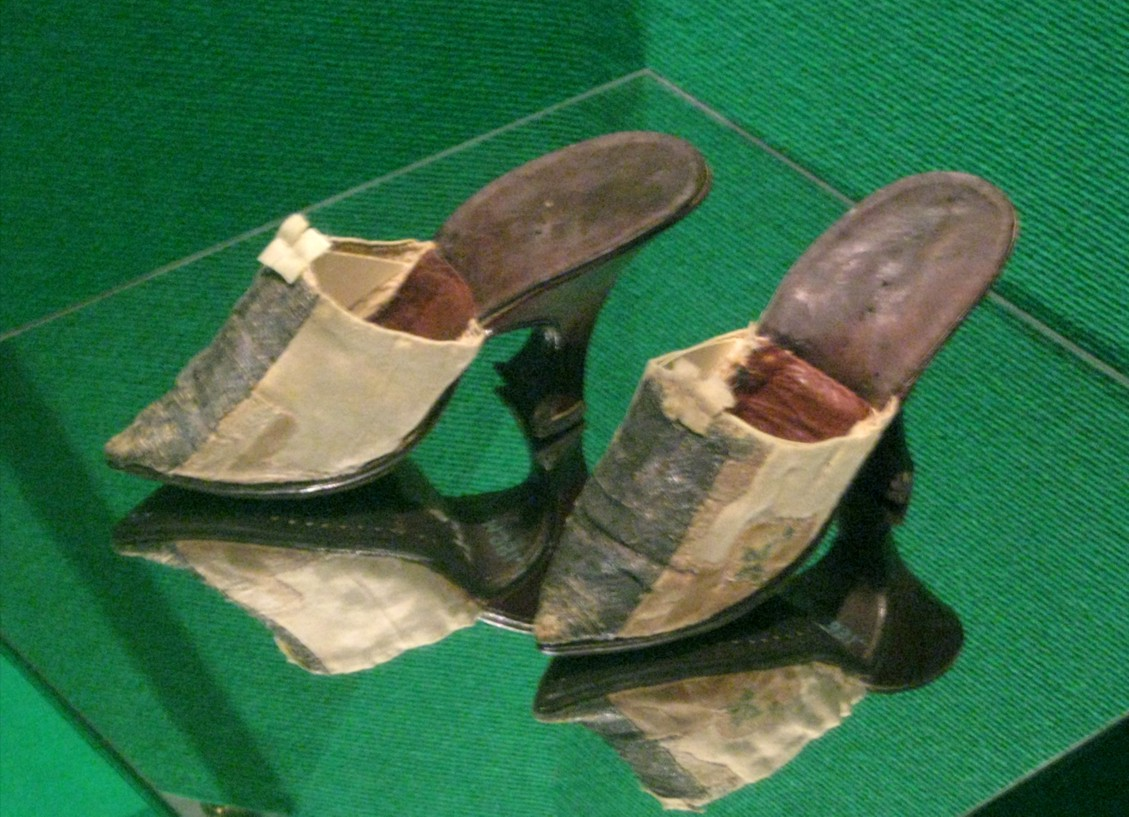
Mules de la Grande Catherine de Russie (1770).

La mule est un type de chaussure légère, d'intérieur ou d'extérieur, avec ou sans talon. L'arrière du pied est découvert car il n'y a pas de contrefort. Les mules sont toujours conçues pour être légères et confortables. En France, c'est un type de chaussure portée surtout par les femmes depuis le XVIIIe siècle.

## Description
Les mules sont généralement constituées d'une semelle et d'une simple lanière d'empeigne, cette dernière ayant pour but de les tenir attachées au pied. À l'origine, les mules n'ont généralement pas de talon, mais, lorsqu'elles en ont, il n'est pas très prononcé. Leur empeigne peut être lisse et continue ou bien avoir des attaches, comme boucles ou velcros. Tout comme les babouches, les mules sont à l'origine fermées à l'avant et laissent rarement les orteils apparents et à l'air libre.

## Origine
Le mot « mule », dans cette acception, dérive des mots latins mulleus calceus, une chaussure rouge ou violette portées par les plus hauts magistrats.

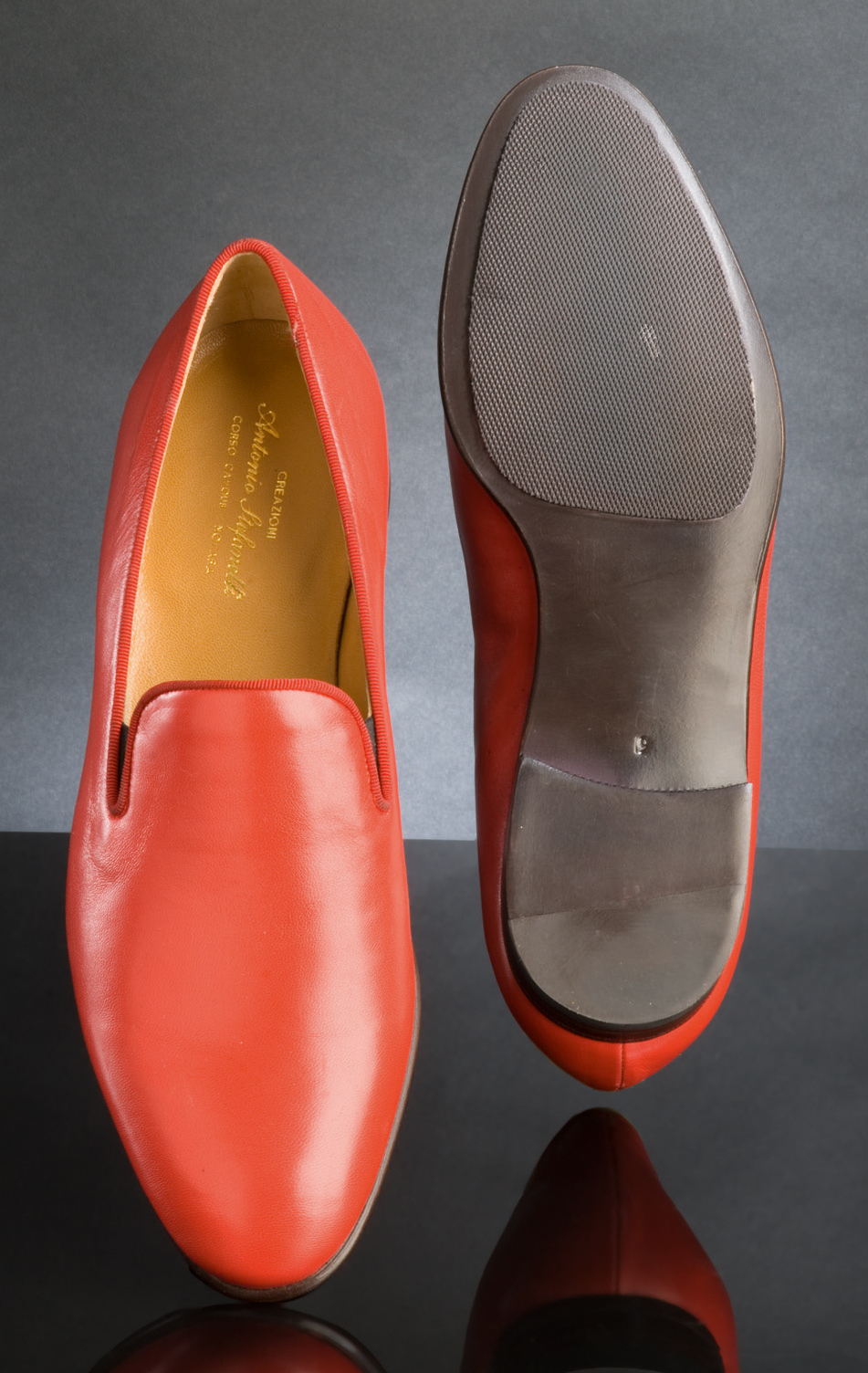
Une paire de mules papales, fabriquée par le cordonnier Adriano Stefanelli pour le pape Benoît XVI.
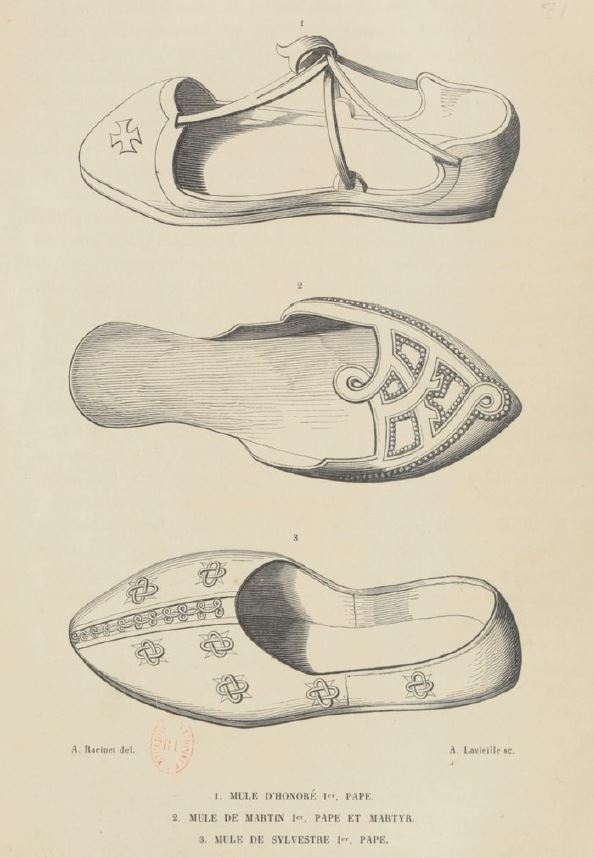
Mules portées par trois papes : Honoré Ier, Martin Ier (600-655) et Sylvestre Ier (270-335).

## Histoire
Les mules à hauts talons ont été popularisées durant le XVIIIe siècle.
Dès la fin du XIXe siècle, les mules sont souvent associées aux prostituées.
Au début des années 1950, Marilyn Monroe remet à la mode ce type de chaussures et aide à rehausser leur réputation sous la forme d'une chaussure ouverte qui laisse voir l'extrémité des orteils. L'engouement persiste durant les années 1950 et 1960, puis les mules réapparaissent durant les années 1990.

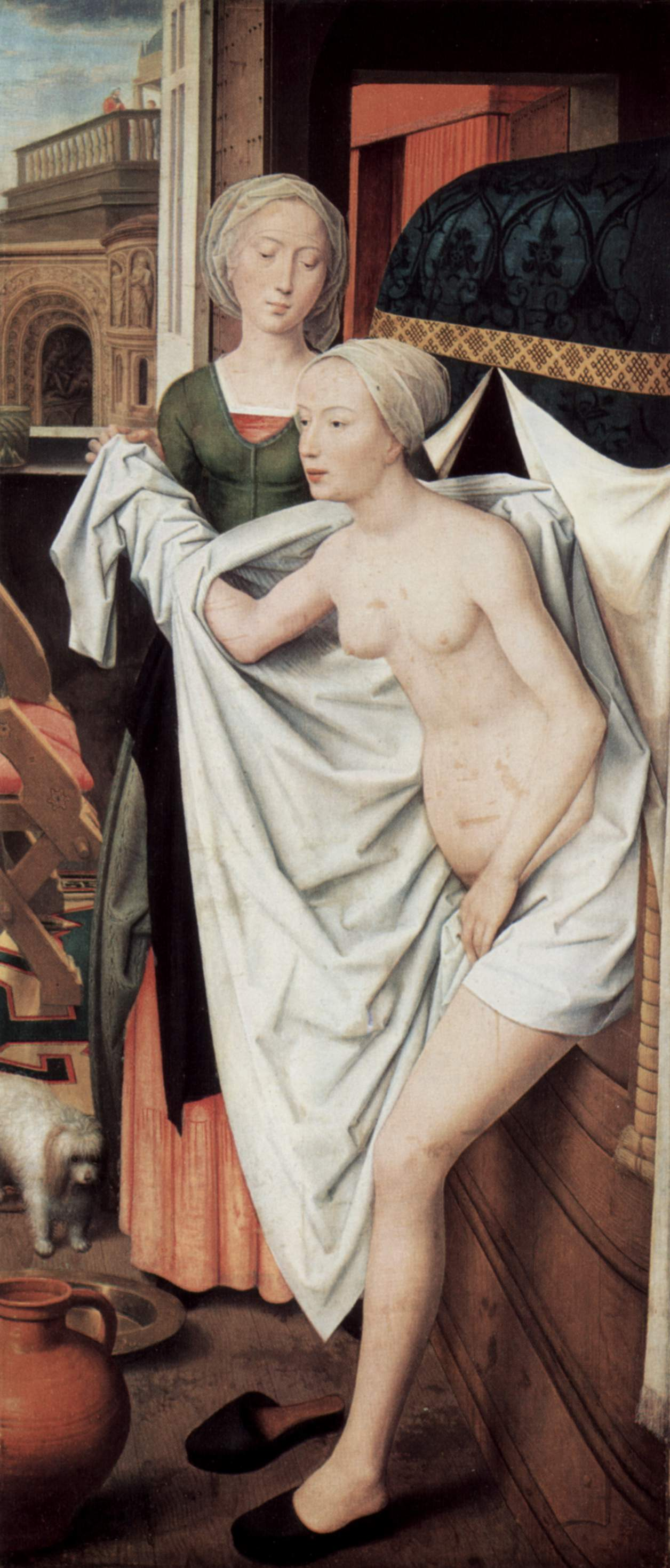
Femme enfilant ses mules sur un tableau de Hans Memling (vers 1480).
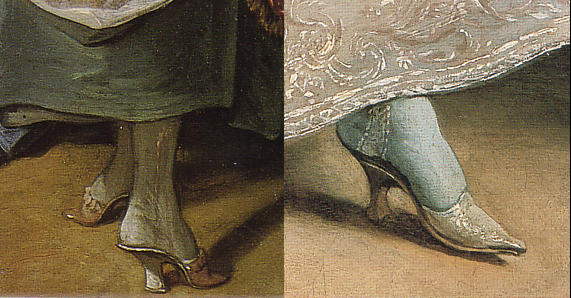
Mules du XVIIIe siècle d'après François Boucher.
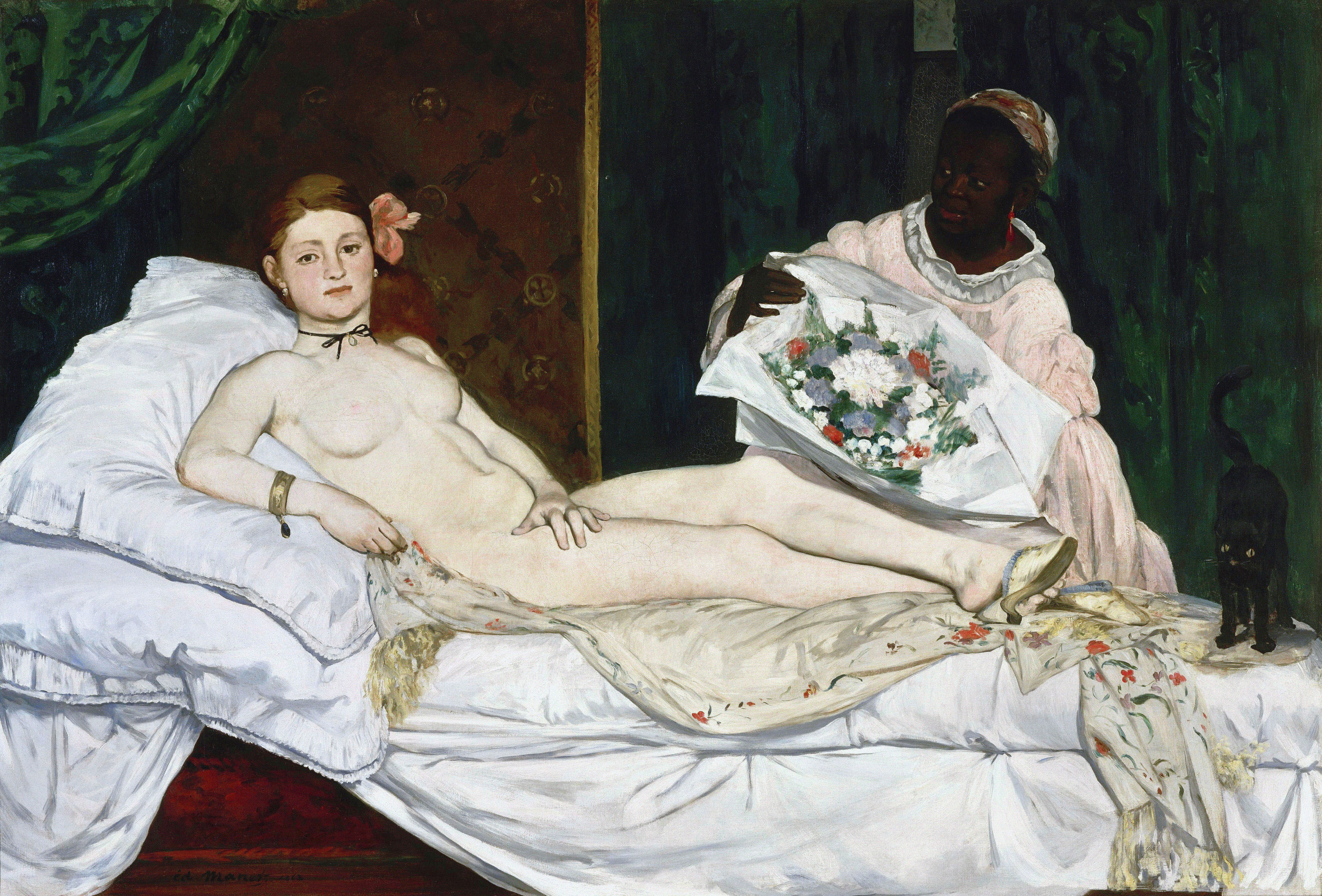
À la fin du XIXe siècle, les mules sont souvent associées aux prostituées (ici l'Olympia de Manet [1863]).
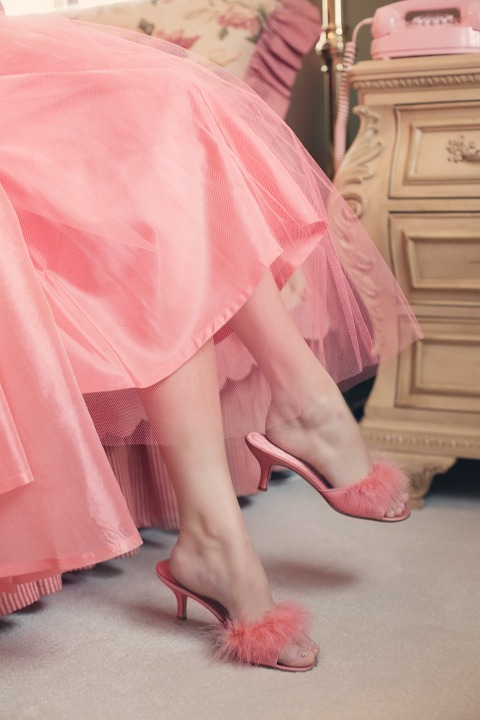
Mules en « marabout » (1950).
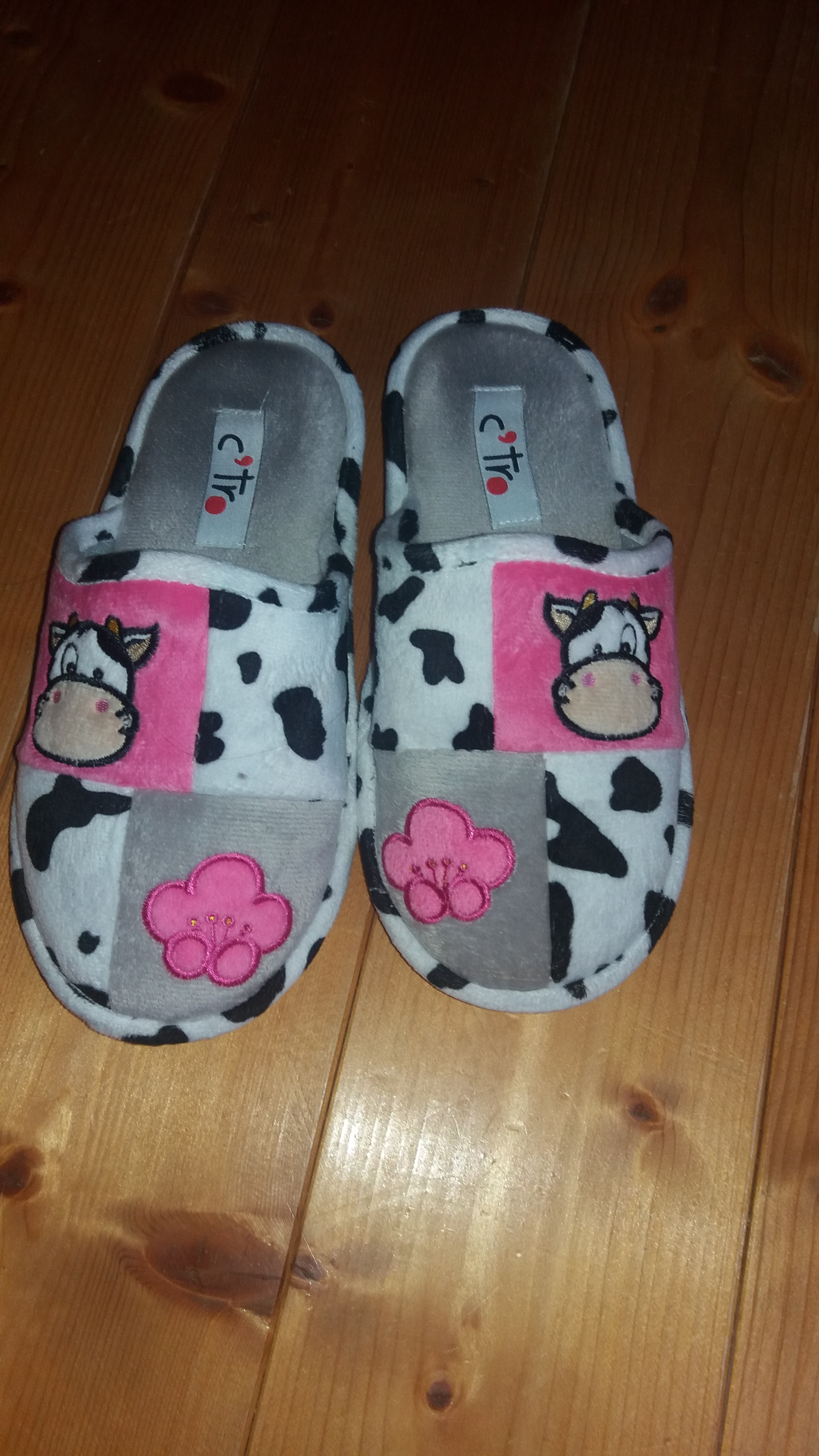
Paire de mules d'intérieur (XXIe siècle).

## Mules dans la culture
Dans sa chanson Le Chat botté, Thomas Fersen vend des « mules en reptile » (« qu'on ne veut plus quitter, quand on les enfile »).